# Saint-Joachim, Loire-Atlantique
Saint-Joachim är en kommun i departementet Loire-Atlantique i regionen Pays de la Loire i nordvästra Frankrike. Kommunen ligger i kantonen Pontchâteau som tillhör arrondissementet Saint-Nazaire. År 2022 hade Saint-Joachim 4 125 invånare.

## Befolkningsutveckling
Antalet invånare i kommunen Saint-Joachim
| Referens: INSEE |